# High Flying Bird
High Flying Bird is een Amerikaanse sportfilm uit 2019 onder regie van Steven Soderbergh. De hoofdrollen worden vertolkt door André Holland, Zazie Beetz, Melvin Gregg en Kyle MacLachlan.

## Verhaal
Sportmakelaar Ray Burke doet een jonge basketballer een intrigerend maar controversieel voorstel op een moment dat de NBA-competitie stilligt vanwege een lock-out. Ray hoopt het basketbalsysteem op zijn kop te zetten en de macht van de rijke eigenaars naar de spelers te verschuiven.

## Rolverdeling
| Acteur           | Personage                    |
| ---------------- | ---------------------------- |
| André Holland    | Ray Burke                    |
| Zazie Beetz      | Sam                          |
| Melvin Gregg     | Erick Scott                  |
| Sonja Sohn       | Myra                         |
| Zachary Quinto   | David Starr                  |
| Kyle MacLachlan  | David Seton                  |
| Bill Duke        | Spencer                      |
| Jeryl Prescott   | Emera Umber                  |
| Caleb McLaughlin | Darius                       |
| Glenn Fleshler   | Intimidating Seton Colleague |

## Productie
In oktober 2017 raakte bekend dat Steven Soderbergh voor zijn volgende project, getiteld High Flying Bird, opnieuw een beroep zou doen op André Holland, met wie hij eerder al aan de tv-serie The Knick (2014–2015) had samengewerkt. Het script werd geschreven door Hollands vriend en collega Tarell Alvin McCraney. In maart 2018 raakte de casting van Zazie Beetz en Kyle MacLachlan bekend. Een maand later werd ook Melvin Gregg aan het project toegevoegd.
De opnames gingen in februari 2018 van start in New York en eindigden twee weken later. Soderbergh was naast de regie ook verantwoordelijk voor het camerawerk en de montage. Hij filmde het sportdrama met een iPhone, zoals hij eerder ook al gedaan had voor de horrorfilm Unsane (2018), en had slechts drie uur nodig om de film een eerste keer te monteren.
In september 2018 kocht Netflix de wereldwijde distributierechten. Een maand later raakte officieel bekend dat de streamingdienst ook Soderberghs volgende film, The Laundromat, zou distribueren.
De film ging op 27 januari 2019 in première op het Slamdance Film Festival. Sinds 8 februari 2019 is de film ook beschikbaar via Netflix.

## Trivia
- De titel van de film is een verwijzing naar het gelijknamig nummer uit 1969 van gitarist Richie Havens.[2]